# Klein Curaçao
Klein Curaçao (Lille Curaçao) er en ubeboet ø i det Karibiske Hav på 1,7 kvadratkilometer beliggende 10 kilometer sydøst for hovedøen Curaçao og cirka 30 kilometer syd for Bonaire.

## Geografi
Øen er lige godt en kilometer lang og godt og vel 300 meter på sit bredeste sted. Den er sparsomt bevokset, og der er kun et forladt fyrtårn og nogle badehytter på øen. Frem til 1913 blev der udvundet fosfat på øen.
Klein Curaçao anvendes som udflugtsmål, først og fremmest fra hovedøen Curaçao, med dagssejladser for at nyde den fine strand på øens læside og for at dyrke snorkling og dykning i det koralrige farvand. Et almindeligt syn er havskildpadder. På øens nordside findes et skibsvrag fra 1960'erne efter tankskibet Maria Bianca Guidesman sammen med vraggods der er kommet til øerne via den stadige vestlige strøm og vind.

## Funktioner
Udover turisme fungerer Klein Curacao også som yngleplads for forskellige dyr såsom amerikansk dværgterne (sv), ægte karette, suppeskildpadde og stribet anole (en)-
Men tidligere havde Klein Curacao en helt anden funktion. Den lille ø blev brugt af det vestindiske kompagni til at sætte syge slaver i karantæne. De afdøde slaver blev begravet på øen.
Ikke længe efter opdagede den engelske mineingeniør John Godden fosfat på øen, som blev udvundet i de følgende år.
- Øens fyrtårn er soldrevet og har en LEDpære som lyskilde
- Skibsvraget